# Higany(II)-cianid
A higany(II)-cianid a higany egyik vegyülete. Színtelen kristályokat alkot. Fémes, maró ízű. Oldható vízben, 100 °C-on 100 g vízben 33 g oldódik. Feloldódik metanolban és etanolban is, 20 °C-on 100 g metanolban 44 g, 100 g etanolban 10 g higany(II)-cianid oldódik. Kevésbé oldódik éterben. Erős méreg.

## Kémiai tulajdonságai
A higany(II)-cianid hevítés hatására bomlik, fémhigany válik ki és diciángáz fejlődik.
{\displaystyle \mathrm {Hg(CN)_{2}\rightarrow Hg+(CN)_{2}} }
Csak alig disszociál vizes oldatban. Klór hatására higany(II)-kloriddá, jód hatására higany(II)-jodiddá alakul. Kálium-jodid hatására kálium-tetrajodo-merkurát(II) képződik belőle.
{\displaystyle \mathrm {Hg(CN)_{2}+4\ KI\rightarrow K_{2}[HgI_{4}]+2\ KCN} }
Kettős sót képez ezüst-nitráttal, más fémek cianidjai hatására komplex cianidok képződnek belőle.

## Élettani hatása
A vegyület erősen mérgező, mert mindkét alkotórésze mérgező hatású. Heveny mérgezést, de akár halált is okozhat a belőle felszabaduló ciángáz. Idült mérgezést okozhat a szervezetben felhalmozódva. Előidézhet kiütésekkel járó bőrgyulladást is.

## Előállítása
Előállítható a higany(II)-oxid hidrogén-cianid oldatban való feloldásával:
{\displaystyle \mathrm {HgO+2\ HCN\rightarrow Hg(CN)_{2}+H_{2}O} }
Higany(II)-kloridból is képződhet kálium-cianid vagy hidrogén-cianid hatására.
{\displaystyle \mathrm {HgCl_{2}+2\ KCN\rightarrow Hg(CN)_{2}+2\ KCl} }